# Chloé Dygert
Chloé Dygert (ur. 1 stycznia 1997 w Brownsburgu) – amerykańska kolarka torowa i szosowa, wielokrotna medalistka mistrzostw świata, igrzysk olimpijskich oraz igrzysk panamerykańskich.

## Kariera
Największy sukces w karierze osiągnęła w 2016 roku, gdzie reprezentacja USA w składzie: Sarah Hammer, Kelly Catlin, Chloé Dygert i Jennifer Valente zdobyła złoty medal w drużynowym wyścigu na dochodzenie podczas torowych mistrzostw świata w Londynie. Zdobyła też dwa medale szosowych mistrzostw świata juniorów w Richmond, zwyciężając w wyścigu ze startu wspólnego oraz indywidualnej jeździe na czas. W 2019 roku zdobyła mistrzostwo świata w jeździe indywidualnej na czas w Yorkshire.